# You Are My Spring
You Are My Spring (hangeul : 너는 나의 봄 ; RR : Neoneun Naeui Bom) est une série télévisée sud-coréenne diffusée du 5 juillet 2021 au 24 août 2021 sur tvN. Elle est disponible dans le monde entier en streaming sur Netflix.

## Distribution

### Rôles principaux
- Seo Hyun-jin : Kang Da-jeong
- Kim Dong-wook (en) : Joo Yeong-do
  - Choi Yoon-jae : Joo Yeong-do (jeune)
- Yoon Park : Chae Joon / Dr Ian Chase
- Nam Gyu-ri : Ahn Ga-yeong

### Rôles secondaires
- Oh Hyun-kyung (en) : Mun Mi-ran
- Kang Hoon : Kang Tae-jung
- Park Ye-ni : Heo Yoo-kyung
- Kim Ye-won (en) : Park Eun-ha
- Han Min : Park Chul-do
- Park Jong-wook : Jung-bin
- Jang Seong-hoon : Secrétaire Chu
- Baek Hyun-joo : Oh Mi-kyung
- Lee Hae-young : Go Jin-bok
- Yoon Ji-on (en) : Park Ho
- Kim Seo-kyung : Cheon Seung-won
- Ji Seung-hyun (en) : Seo Ha-neul
- Park Sang-nam : Patrick / Ryu Seok-jun
- Hwang Seung-eon (en) : Jin-ho
- Yoon Sang-jung : Min Ah-ri